# Dirty South (DJ)
Dragan Roganović (nacido en 1978, en Belgrado, Serbia), más conocido por su nombre artístico Dirty South, es un DJ y productor serbio-australiano con sede en Melbourne, Australia.
En el año 2009 obtuvo su mejor posición en la encuesta anual realizada por la revista DJmag alcanzando el puesto 59, en el 2010 se colocó en la posición nº75 y en el 2011 siguió descendiendo en la lista ubicándose en el nº93. En 2012, ascendió en la lista ubicándose en la posición nº76.

## Biografía
Nacido en Europa, pero criado en Australia desde que tenía 13 años, Dragan desarrolló su amor por la música desde pequeño. Primero mezclando con casetes (no tenía para comprarse unos platos), luego probando a hacer música con el ordenador, Dragan se centró en hacer mash-ups y bootlegs inspirado por grupos como Led Zeppelin o The Neptunes.

## Producción
Dragan Roganovic alcanzó el éxito con “It's Too Late”, una remezcla que el propio Dragan realizó para la banda de rock Evermore, y que tras publicarse en el sello australiano Vicious Vinyl, se convertiría en un éxito a nivel mundial llegando a licenciarse en 30 recopilatorios.
En 2005 y 2006, Dirty South fue nominado para el galardón reconocido por la Industria de la música de Australia, los premios ARIA, y en 2007 se llevó el premio a "Mejor Productor". Fue elegido por el célebre Pete Tong como uno de sus “Essential New Tunes”. También ocupó el segundo lugar en la encuesta anual “InTheMix 50 DJ” en 2007.
Numerosos premios y nominaciones llegaron después, y su habilidad como remezclador sería solicitada por artistas como Depeche Mode, Mark Ronson, Tracey Thorn, Snoop Dogg, Roger Sanchez, Josh Wink, Tiësto, Chris Lake, Fedde Le Grand, Ferry Corsten o TV Rock.
En el 2007 muchas producciones y remezclas salen a la luz siendo “Minority” y “Let It Go”, este último editado por el sello “Axtone Records”, propiedad del productor sueco Axwell. Estas dos, son las que más atención captan.
Su remezcla de “Sorry” para el productor estadounidense Kaskade, fue nominada en el año 2008 a los Premios Grammy a Mejor Canción Remezclada.
En el 2008, Dirty South se une a Axwell para producir “Open Your Heart” y para realizar una versión del The End de los Doors. A lo largo de estos últimos años ha actuado por todo el mundo tanto en clubes como en los festivales más importantes del mundo. Su habilidad como selector también ha quedado plasmada en forma de recopilatorios para Vicious Vinyl (Clubwork, 2006 y Vicious Cuts, 2008), para el club australiano Onelove (Your Disco Will Eat You, 2007), para Ministry of Sound (Sessions 4, 2007), un directo para el sello británico CR2, y otro CD mix para Toolroom Knights.
En el 2010 se lanza también a la carrera empresarial, fundando su propio sello, al que ha llamado “Phazing”. Y para estrenarlo, no tuvo mejor idea que lanzar un tema con el mismo nombre que el sello. Este sencillo se convirtió en uno de los himnos del 2010 en las pistas de baile. “Phazing Nights” es el nombre de sus eventos nocturnos, en el que convoca a sus artistas preferidos.
Además, vuelve a consagrarse en 2011 con su remezcla para la agrupación Diddy Dirty Money, 
de la canción ‘Coming Home’, y cotidianas participaciones con Axwell que le valió una nueva nominación a los Premios Grammy, esta vez gracias a su remezcla en conjunto de "Sweet Disposition" para la banda australiana The Temper Trap. Esto, combinado a sus últimas producciones de su sello Phazing, ‘Walking Alone’, tomándose como melodía esencial para Swedish House Mafia en el show de Pete Tong, y sus trabajos junto a Thomas Gold, contando con Kate Elsworth como vocalista en los sencillos ‘Alive’ y ‘Eyes Wide Open’. Colaboró en la producción en dos trabajos discográficos del británico Example. En 2011, contribuyó en la producción de la canción "Anything" incluida en el álbum Playing in the Shadows. Al año siguiente vuelve a producir para el rapero en su álbum lanzado en 2012, The Evolution of Man. En esta ocasión colaboró en "Say Nothing", primer sencillo de dicho álbum.
En marzo de 2013 lanzó su primer álbum larga duración titulado "Speed of Life" en el que incluye las participaciones de sus habituales vocalistas, Rubén Haze y Rudy Sandapa.

## Discografía

### Álbumes de estudio
- 2013: Speed of Life
- 2014: With You
- 2018: XV
- 2018: darko

### Sencillos y EP
- 2005: “Sleazy”
- 2006: “Dirty South EP”
  - It's Too Late (Vs. Evermore)
  - Such A Freak (con Boogie Fresh)
  - Get Down (con Dougie Rogers)
  - Spank (con Boogie Fresh)

- 2007: “Better Day” (con Paul Harris y Rudy)
- 2007: Everybody Freakin' (con MYNC Project)
- 2007: “Let It Go” (con Rudy)
- 2007: “Minority”

- 2008: “The End”
- 2008: “Open Your Heart” (con Axwell y Rudy)
- 2008: “Shield” (con D. Ramírez)
- 2008: “D10”

- 2009: “Alamo”
- 2009: “We Are” (con Rudy)
- 2009: “Meich” (con Sebastian Ingrosso)
- 2009: “How Soon Is Now” (con David Guetta, Sebastian Ingrosso, Julie McKnight)

- 2010: “Stopover” (con Mark Knight)
- 2010: “Phazing” (con Rudy)

- 2011: “Alive” (con Thomas Gold y Kate Elsworth)
- 2011: “Walking Alone” (con Those Usual Suspects de Erik Hecht)

- 2012: “Eyes Wide Open” (con Thomas Gold de Kate Elsworth)
- 2012: “City of Dreams” (con Alesso de Ruben Haze)
- 2012: “Rift” (con Michael Brun)

- 2013: “Halo” (con Deniz Koyu)
- 2013: “Champions”

- 2014: “Unbreakable” (con Sam Martin)
- 2014: “With You” (con FMLYBND)
- 2014: “Freefallin” (Dirty South Remix) (con Gita Lake)

- 2015: “Find A Way” (con Rudy)

- 2016: “All of Us” (con ANIMA!)
- 2016: “Just Dream” (con Rudy)
- 2016: “Drift”

- 2017: “I Swear” (con ANIMA!)
- 2017: “The First Time” (con Rudy)

### Como productor discográfico
| Año  | Canción                                                           | Artista      | Álbum                  |
| ---- | ----------------------------------------------------------------- | ------------ | ---------------------- |
| 2009 | "How Soon Is Now" (junto a Sebastian Ingrosso con Julie McKnight) | David Guetta | One Love               |
| 2011 | "Anything"                                                        | Example      | Playing in the Shadows |
| 2012 | "Say Nothing"                                                     | Example      | The Evolution of Man   |
| 2012 | "All My Lows"                                                     | Example      | The Evolution of Man   |
| 2012 | "One Way Mirror"                                                  | Example      | The Evolution of Man   |

### Remezclas
| Año  | Canción                                                                       | Artista Original                                          |
| ---- | ----------------------------------------------------------------------------- | --------------------------------------------------------- |
| 2004 | "Dial L (Dirty South Remix)"                                                  | Dalassandro                                               |
| 2005 | "Love On My Mind (TV Rock & Dirty South Mix)"                                 | Freemasons                                                |
| 2005 | "Give It Back (Dirty South Remix)"                                            | Gaelle                                                    |
| 2005 | "Body Body (Dirty South Remix)"                                               | Isaac James                                               |
| 2005 | "Midas Touch (Dirty South Mix)"                                               | Midnight Star                                             |
| 2005 | "I'm On My Way (I'm Coming) (mrT & Dirty South Remix)"                        | mrTimothy con Sharon Pass                                 |
| 2005 | "Something (To Make You Feel Alright)"                                        | Silosonic                                                 |
| 2005 | "NY Excuse (Dirty South Rewax)"                                               | Soulwax                                                   |
| 2005 | "Kinda New (Dirty South Remix)"                                               | Spektrum                                                  |
| 2005 | "Flaunt It (Dirty South Mix)"                                                 | TV Rock con Seany B                                       |
| 2005 | "The Glamorous Life (Dirty South Remix)"                                      | T-Funk con Inaya Day                                      |
| 2005 | "Never Say Never (Dirty South Mix)"                                           | Vandalism                                                 |
| 2006 | "Watching You (Dirty South Vocal Mix)"                                        | Rogue Traders                                             |
| 2006 | "Just Can't Handle This (Dirty South Remix)"                                  | Isaac James                                               |
| 2006 | "Dirty Cash (Money Talks) (Dirty South Remix)"                                | Mind Electric                                             |
| 2006 | "Bimbo Nation (Dirty South Mix)"                                              | TV Rock con Nancy Vice                                    |
| 2006 | "Tha Muzik (Dirty South Remix)"                                               | Sgt Slick                                                 |
| 2006 | "Stand By Me (Dirty South Remix)"                                             | mrTimothy con Inaya Day                                   |
| 2006 | "It's Too Late (Dirty South Remix)"                                           | Dirty South Vs. Evermore                                  |
| 2006 | "Watch Out (Dirty South Remix)"                                               | Ferry Corsten                                             |
| 2006 | "Changes (Dirty South Remix)"                                                 | Chris Lake con Laura V                                    |
| 2006 | "The Things You Say (Dirty South Remix)"                                      | Cicada                                                    |
| 2006 | "Put Your Hands Up 4 Detroit (TV Rock & Dirty South Melbourne Militia Remix)" | Fedde Le Grand                                            |
| 2006 | "Just Can't Get Enough (Dirty South Mix)"                                     | Depeche Mode                                              |
| 2006 | "Babe I'm Gonna Leave You (Dirty South Mix)"                                  | Dirty South y Carl Kennedy Vs. Led Zeppelin               |
| 2007 | "Closer to Me (Dirty South Remix)"                                            | Chab con JD Davis                                         |
| 2007 | "Higher State Of Consciousness (TV Rock y Dirty South Remix)"                 | Josh Wink                                                 |
| 2007 | "Not Enough (Dirty South Remix)"                                              | Roger Sánchez                                             |
| 2007 | "Sorry (Dirty South Mix)"                                                     | Kaskade                                                   |
| 2007 | "Stop Me (Dirty South Remix)"                                                 | Mark Ronson con Daniel Merriweather                       |
| 2007 | "In The Dark (Dirty South Remix)"                                             | Tiësto con Christian Burns                                |
| 2007 | "Skitzo Dancer (TV Rock y Dirty South Remix)"                                 | Scenario Rock                                             |
| 2007 | "Feels Like Home (TV Rock Vs. Dirty South Remix)"                             | Meck Feat. Dino Lenny                                     |
| 2007 | "Reach For Me (TV Rock y Dirty South Remix)"                                  | Murk Present Funky Green Dogs                             |
| 2007 | "Don't Be Silent (Dirty South Remix)"                                         | Superbass                                                 |
| 2007 | "Grand Canyon (Dirty South Vocal Mix)"                                        | Tracey Thorn                                              |
| 2007 | "Baby When The Light (Dirty South Remix)"                                     | David Guetta con Cozi                                     |
| 2007 | "Sexual Eruption (Dirty South Remix)"                                         | Snoop Dogg                                                |
| 2008 | "Body Crash (Dirty South Remix)"                                              | Buy Now aka Steve Angello y Sebastian Ingrosso            |
| 2008 | "Pyramid (Dirty South Remix)"                                                 | John Dahlbäck                                             |
| 2008 | "When I Grow Up (Dirty South Remix)"                                          | Pussycat Dolls                                            |
| 2008 | "With You Forever (Dirty South Remix)"                                        | Pnau                                                      |
| 2009 | "Leave the World Behind (Dirty South Remix)"                                  | Axwell, Ingrosso, Angello y Laidback Luke con Deborah Cox |
| 2009 | "I'll Go Crazy if I Don't Go Crazy Tonight (Dirty South Mix)"                 | U2                                                        |
| 2009 | "Sweet Disposition (Axwell y Dirty South Remix)"                              | The Temper Trap                                           |
| 2010 | "Silvia (Sebastian Ingrosso y Dirty South Remix)"                             | Miike Snow                                                |
| 2010 | "Hypnotize U (Dirty South Remix)"                                             | N.E.R.D                                                   |
| 2011 | "Coming Home (Dirty South Remixes)"                                           | Diddy-Dirty Money con Skylar Grey                         |
| 2011 | "Airsteala (Dirty South Remix)"                                               | Jeremy Olander                                            |
| 2011 | "Invisible (Dirty South Remix)"                                               | Skylar Grey                                               |
| 2011 | "Me and You (Dirty South Remix)"                                              | Nero                                                      |
| 2012 | "Devil's Work (Dirty South Remix)"                                            | Miike Snow                                                |
| 2012 | "Rise (Dirty South Remix)"                                                    | Michael Brun                                              |
| 2012 | "Embrace Me (Dirty South Remix)"                                              | John Dahlbäck                                             |
| 2012 | "Ritmo Da Rua" (Dirty South Edit)                                             | Universal Love                                            |
| 2013 | "Messiah (Dirty South Mix)"                                                   | Monsta                                                    |
| 2013 | "Blaze" (Dirty South Edit)                                                    | Maarcos                                                   |
| 2013 | "Wolves" (Dirty South Edit)                                                   | Nordean                                                   |
| 2015 | "Beautiful Now (Dirty South Remix)"                                           | Zedd con Jon Bellion                                      |